# Nejc Skubic
Nejc Skubic (sinh 13 tháng 6 năm 1989) là một cầu thủ bóng đá Slovenia thi đấu cho Konyaspor.

## Sự nghiệp câu lạc bộ
Skubic ký hợp đồng 6 tháng với câu lạc bộ România Oțelul Galați vào tháng 6 năm 2011 và ra mắt trong trận đấu ở Cúp bóng đá România vào tháng 9 năm 2011.

## Sự nghiệp quốc tế
Skubic lần đầu được gọi lên đội tuyển Slovenia tham gia vòng loại Euro 2016 trước San Marino vào tháng 10 năm 2015.

### Bàn thắng quốc tế
Bàn thắng và kết quả của Slovenia được để trước.
| #  | Ngày                 | Địa điểm                                  | Đối thủ | Bàn thắng | Kết quả | Giải đấu                    |
| -- | -------------------- | ----------------------------------------- | ------- | --------- | ------- | --------------------------- |
| 1. | 16 tháng 10 năm 2018 | Sân vận động Stožice, Ljubljana, Slovenia | Síp     | 1–1       | 1–1     | UEFA Nations League 2018–19 |

## Danh hiệu
Interblock
- Cúp bóng đá Slovenia: 2007–08, 2008–09

Konyaspor
- Cúp bóng đá Thổ Nhĩ Kỳ: 2016–17
- Siêu cúp bóng đá Thổ Nhĩ Kỳ: 2017